# 1688

## Esdeveniments
Països Catalans
- 13 de juny - Manresa (el Bages): S'hi esdevé l'Avalot de les faves, revolta antisenyorial de pagesos i menestrals que s'oposaven al pagament del delme i els impostos municipals sobre la venda de productes bàsics.[1]

Món

## Naixements
Països Catalans
Món
- 21 de maig, Londres: Alexander Pope, poeta anglès (m. 1744).[2]
- 17 de setembre, Torí, Savoia: Maria Lluïsa de Savoia, reina d'Espanya (m. 1714).[3]

- Hildesheim: Johann Caspar Lange, compositor

## Necrològiques
- Albert Jansz. Klomp, dibuixant i pintor barroc dels Països Baixos especialitzat en la pintura de paisatges campestres amb animals.
- Onofre Vicent Escrivà d'Íxer i de Montpalau, noble erudit valencià.